# 澳門巴士73S路線
澳門巴士73S路線是已取消的澳門巴士路線，由澳巴經營，往返澳門大學和黑沙環衛生中心的巴士路線。

## 簡介及歷史
- 2020年11月24日，交通事務局與澳門大學學生會會面，並表示著手研究於73路線開設特班車。[1]

- 2020年11月27日，本線開辦，往返澳門和氹仔取道友誼大橋，服務時間為星期一至五07:00-09:00及16:00-19:30，班距10-15分鐘。星期六、日及公眾假期停駛。[2]

- 2020年12月19日至2021年1月3日，因應澳門大學連續假期，本線停駛。

- 2021年1月4日，本線恢復營運，服務時間改為星期一至六07:00-10:00及15:00-20:00，星期日及強制性假日停駛。另外為配合新巴士合同，本線更新目的地資訊，由「黑沙環」更名為「黑沙環衛生中心」。[3]

- 2021年8月14日，增加停靠“北安大馬路／和睦街”和“北安出入境事務大樓”站。[4]

- 2022年2月17日至2023年6月9日，因應進行澳門大學新校區連接橫琴口岸通道橋工程動工，澳門大學總站暫停使用。本線臨時起始站為“澳大／行政樓”，臨時終點站為“澳大／綜合體育館”。[5]

- 2022年7月11日至7月22日，因實施「全澳相對靜止管理」措施，本線暫停營運。[6][7]

- 2022年7月23日起，因“相對靜止管理”結束，本線恢復營運。[8]

- 2022年9月9日起，本線大規模調整行程，往返程取消途經新城大馬路，改經路氹連貫公路。往黑沙環衛生中心方向取消停靠“路氹西／銀河”、“新城大馬路／銀河”站，新增停靠“蓮花路／新濠影匯”、“連貫公路／新濠影匯”、“連貫公路／巴黎人”、“澳門土木工程實驗室”站；往澳門大學方向取消停靠“新城大馬路／威尼斯人”、“路氹西／金光會展”站，新增停靠“連貫公路／新濠天地”、“連貫公路／倫敦人”、“路氹城馬路／新濠影匯”站。[9][10]

- 2023年1月18日，“北安病毒核酸檢測站”臨時站更改為“北安出入境事務大樓”臨時站。[11][12]

- 2023年3月18日，上述臨時站取消，新增停靠“氹仔客運碼頭”站。[13]

- 2023年6月9日至8月3日，本線暑假期間之班次臨時調整至15-20分鐘。[14]

- 2023年8月26日起，取消停靠「北安出入境事務大樓」臨時站。[15]

- 2024年4月7日起，因客量偏低，本線暫停營運，由73路線增加班次取代。[16]

## 本線特色
- 本線為首條採用S字尾的路線。

## 使用車輛
2022年3月30日前：
- 宇通ZK6115HG1
- 宇通ZK6118HGE
- 宇通ZK6105HG
- 五洲龍FDG6101G

2022年3月30日起：
- 宇通ZK6115HG1
- 宇通ZK6118HGE
- 宇通ZK6105HG

2022年6月21日起：
- 宇通ZK6118HGE
- 宇通ZK6115HG1

2022年6月27日起：
- 宇通ZK6118HGE
- 宇通ZK6115HG1
- 廈門金旅XML6105J15

2022年7月5日起：
- 宇通ZK6118HGE
- 廈門金旅XML6105J15

2022年8月2日起：
- 宇通ZK6118HGE
- 宇通ZK6115HG1

2022年8月8日起：
- 宇通ZK6118HGE
- 宇通ZK6115HG1
- 宇通ZK6105HG

2022年9月12日起：
- 宇通ZK6118HGE
- 宇通ZK6115HG1

2023年1月27日起：
- 中通LCK6113SHEVG
- 蘇州金龍KLQ6116GHEV

2023年1月31日起：
- 蘇州金龍KLQ6116GHEV

2024年4月1日起：
- 中通LCK6113SHEVG

## 電牌
| 往澳門大學方向 | 往澳門大學方向 | 往澳門大學方向 |
| 日期           | 頭牌           | 圖例           |
| -------------- | -------------- | -------------- |
| 開線至今       | 澳門大學       |                |
| 往黑沙環方向   |                |                |
| 日期           | 頭牌           | 圖例           |
| 2021年1月4日前 | 黑沙環         |                |
| 2021年1月4日起 | 黑沙環衛生中心 |                |

## 路線資料

### 收費
| 收費類別 | 收費類別 | 費用 |
| -------- | -------- | ---- |
| 現金     | 現金     | $6.0 |
| 澳門通   | 全民卡   | $3.0 |
| 澳門通   | 學生卡   | $1.5 |
| 澳門通   | 長者卡   | 免費 |
| 澳門通   | 殘疾卡   | 免費 |
| 聚易用＋ | 聚易用＋ | $3.0 |

### 服務時間及班距
| 服務時間                     | 星期一至六              | 星期日 （含強制性假期） |
| ---------------------------- | ----------------------- | ----------------------- |
| 澳門大學總站                 | 07:00-10:00 15:00-20:00 | 停駛                    |
| 班距                         | 10-15分鐘               | 停駛                    |
| 懸掛八號風球後即時開出尾班車 |                         |                         |

### 路線停站
| 73S  | 澳門大學 ↺ 黑沙環衛生中心 | 澳門大學 ↺ 黑沙環衛生中心    | 澳門大學 ↺ 黑沙環衛生中心 |
| 序號 | 循環線                    | 循環線                       | 循環線                    |
| 序號 | 站號                      | 站名                         | 輕軌站／出入境口岸        |
| 1    | T550/4                    | 澳門大學總站                 |                           |
| 2    | T556                      | 澳大／行政樓                 |                           |
| 3    | T557                      | 大學北                       |                           |
| 4    | T558                      | 大學大馬路                   |                           |
| 5    | T551/1                    | 澳大／研究生宿舍             |                           |
| 6    | T425                      | 海濱圓形地／西堤馬路         |                           |
| 7    | T372                      | 蓮花路／新濠影匯             | 蓮花站                    |
| 8    | T360                      | 連貫公路／新濠影匯           |                           |
| 9    | T376/2                    | 連貫公路／巴黎人             |                           |
| 10   | T374                      | 澳門土木工程實驗室           |                           |
| 11   | T406                      | 機場圓形地／偉龍             |                           |
| 12   | T317                      | 北安大馬路／和睦街           |                           |
| 13   | M247                      | 海上居                       |                           |
| 14   | M231                      | 馬場東大馬路／黑沙環衛生中心 |                           |
| 15   | M219/1                    | 勞動節大馬路                 |                           |
| 16   | M235/1                    | 東北大馬路／保利達           |                           |
| 17   | T345/5                    | 氹仔客運碼頭                 | 氹仔碼頭站 氹仔客運碼頭   |
| 18   | T358                      | 偉龍／科大醫院               |                           |
| 19   | T373/2                    | 偉龍／科技大學               |                           |
| 20   | T375                      | 連貫公路／新濠天地           |                           |
| 21   | T380                      | 連貫公路／倫敦人             |                           |
| 22   | T378                      | 路氹城馬路／新濠影匯         |                           |
| 23   | T424                      | 海濱圓形地／生態保護區       |                           |
| 24   | T559                      | 大學南                       |                           |
| 25   | T552                      | 澳大／中央教學樓             |                           |
| 26   | T553                      | 澳大／大學展館               |                           |
| 27   | T554                      | 澳大／大學會堂               |                           |
| 28   | T555/2                    | 澳大／綜合體育館             |                           |
| 29   | T550/4                    | 澳門大學總站                 |                           |

## 爭議
- 2021年5月21日下午時分，網上流傳一段友誼大橋前新福利巴士和澳巴的「大戰」片段，涉事車長駕駛本線往氹仔方向行駛至友誼橋大馬路時，由於巴士駛入大橋範圍內需靠左行駛，需進行切線操作，但涉事車長卻在沒有確保安全情況下作出切線超車行為，嚴重影響行車安全。澳巴其後對該事件作出回應，表示已對高度重視該事件，並對涉事車長作出解僱處理。[17][18]

## 圖片集

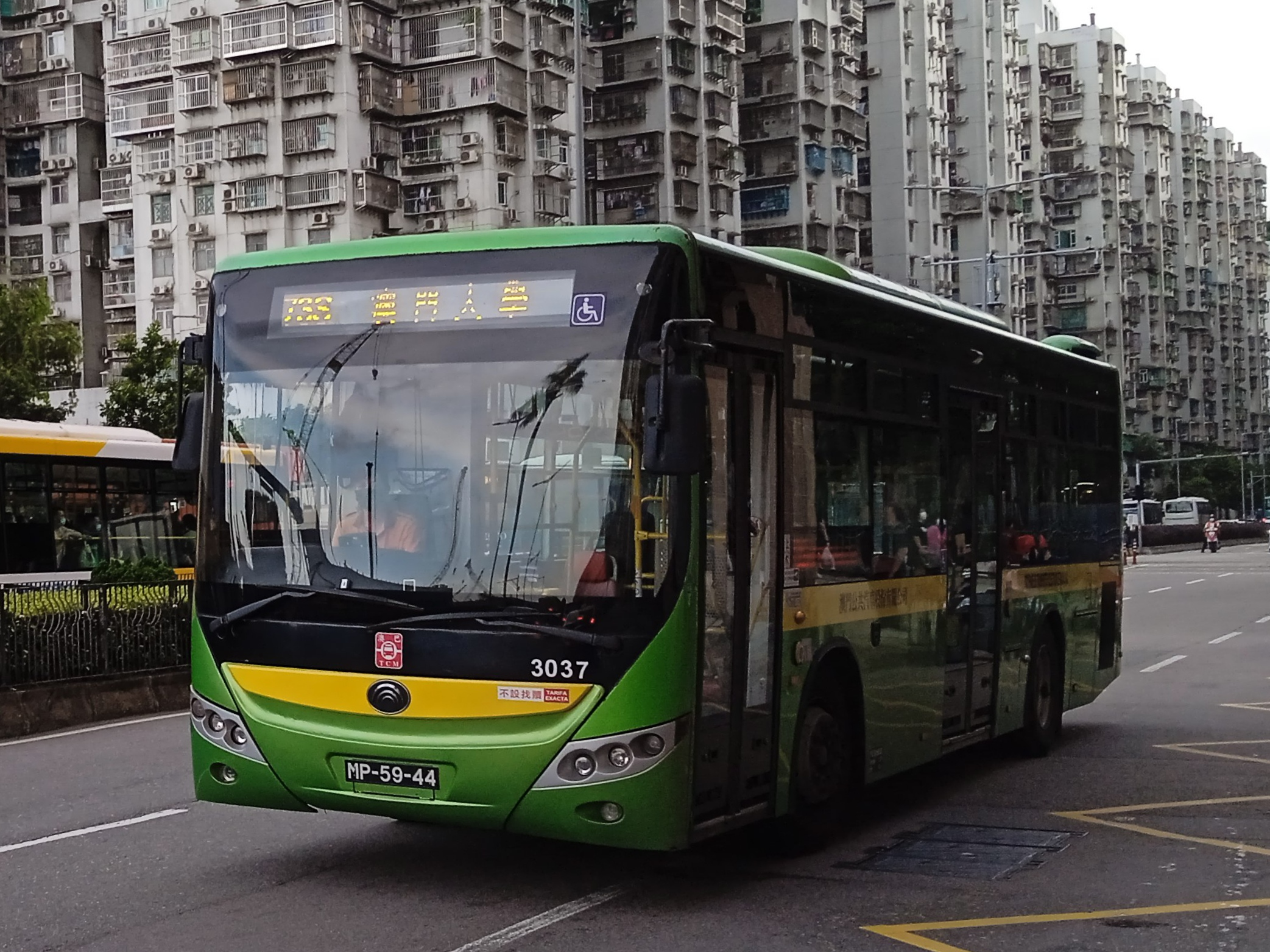
宇通ZK6118HGE
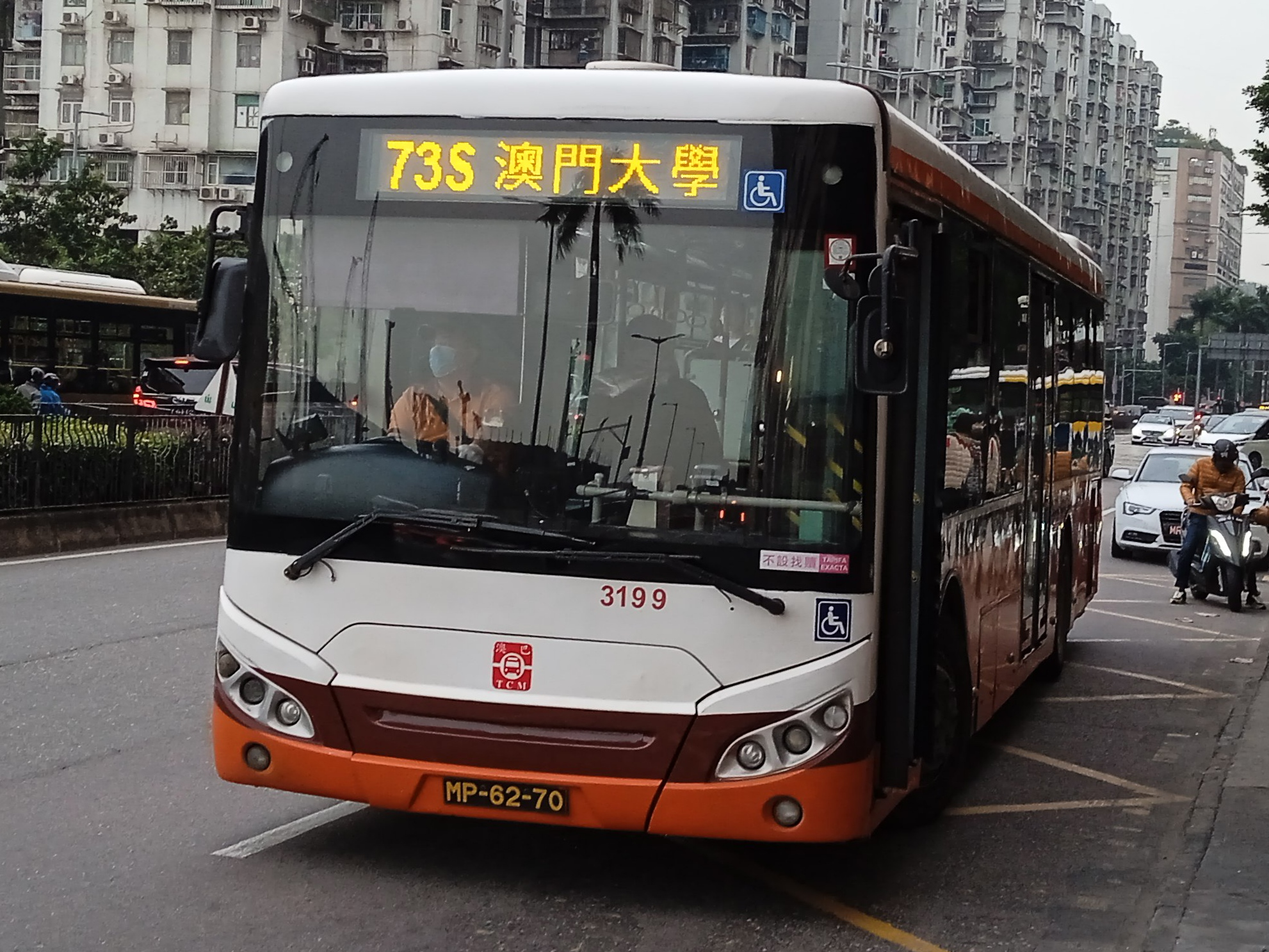
五洲龍FDG6101G
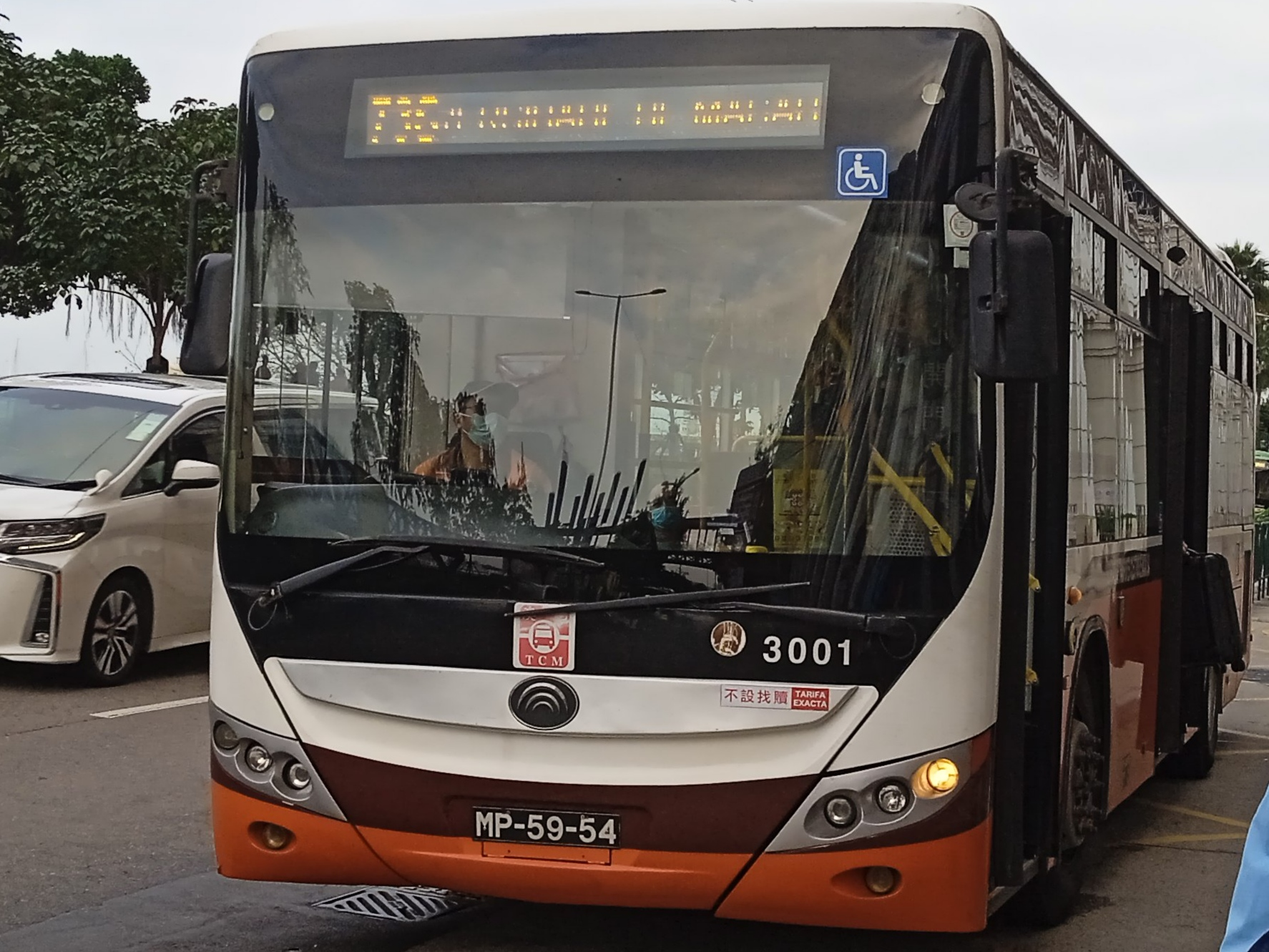
宇通ZK6118HGE
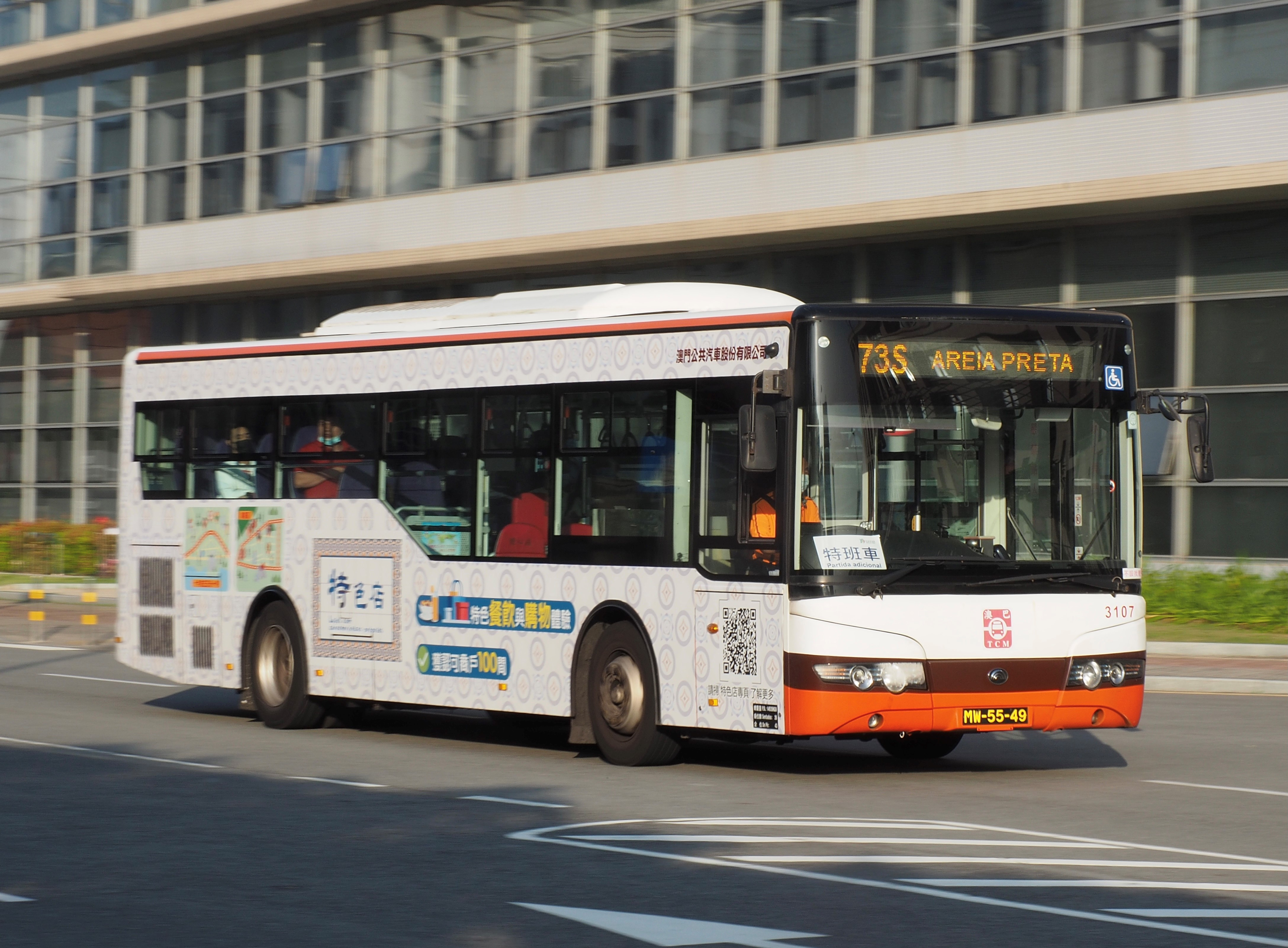
宇通ZK6115HG1
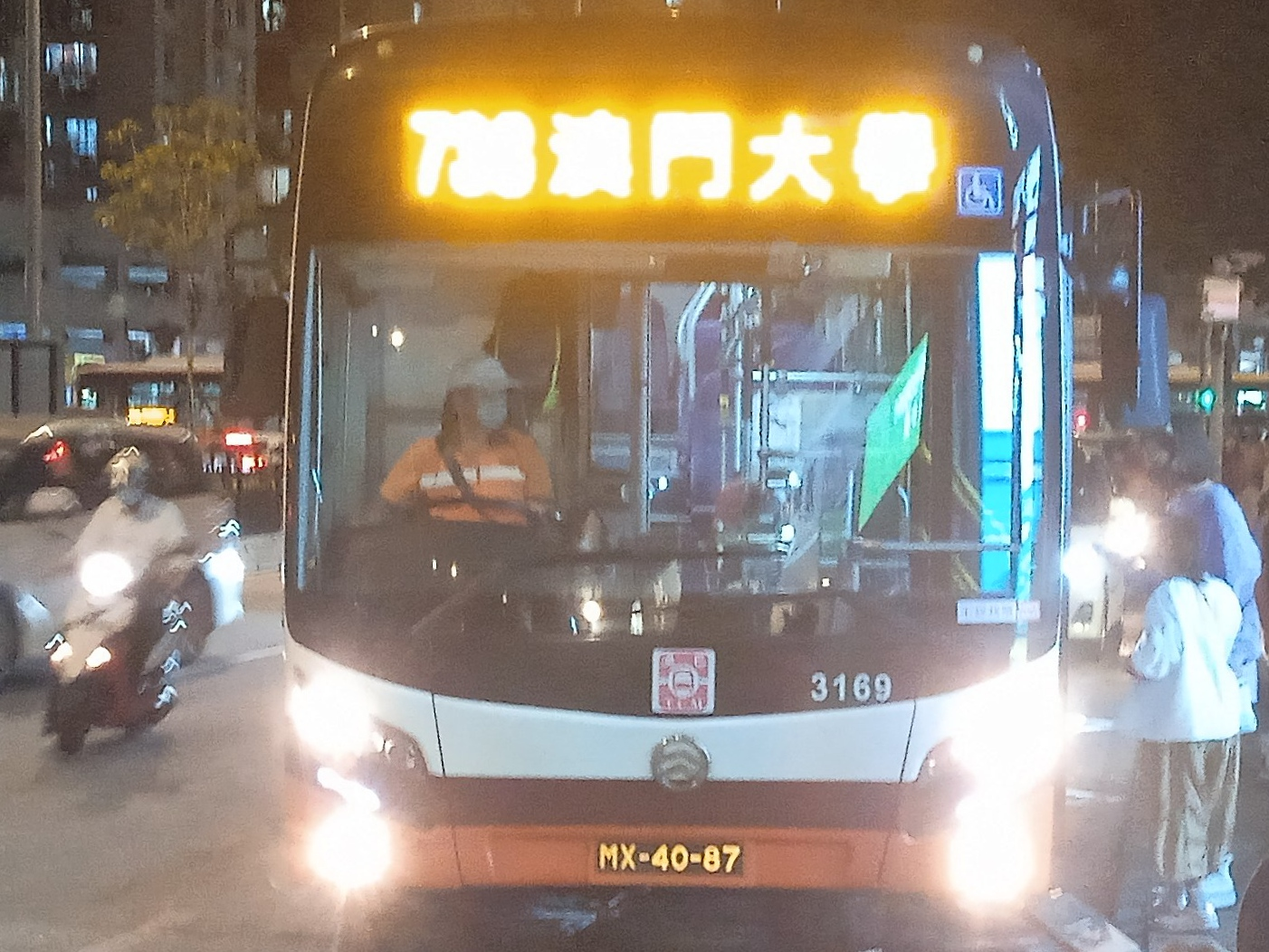
廈門金旅XML6105J15
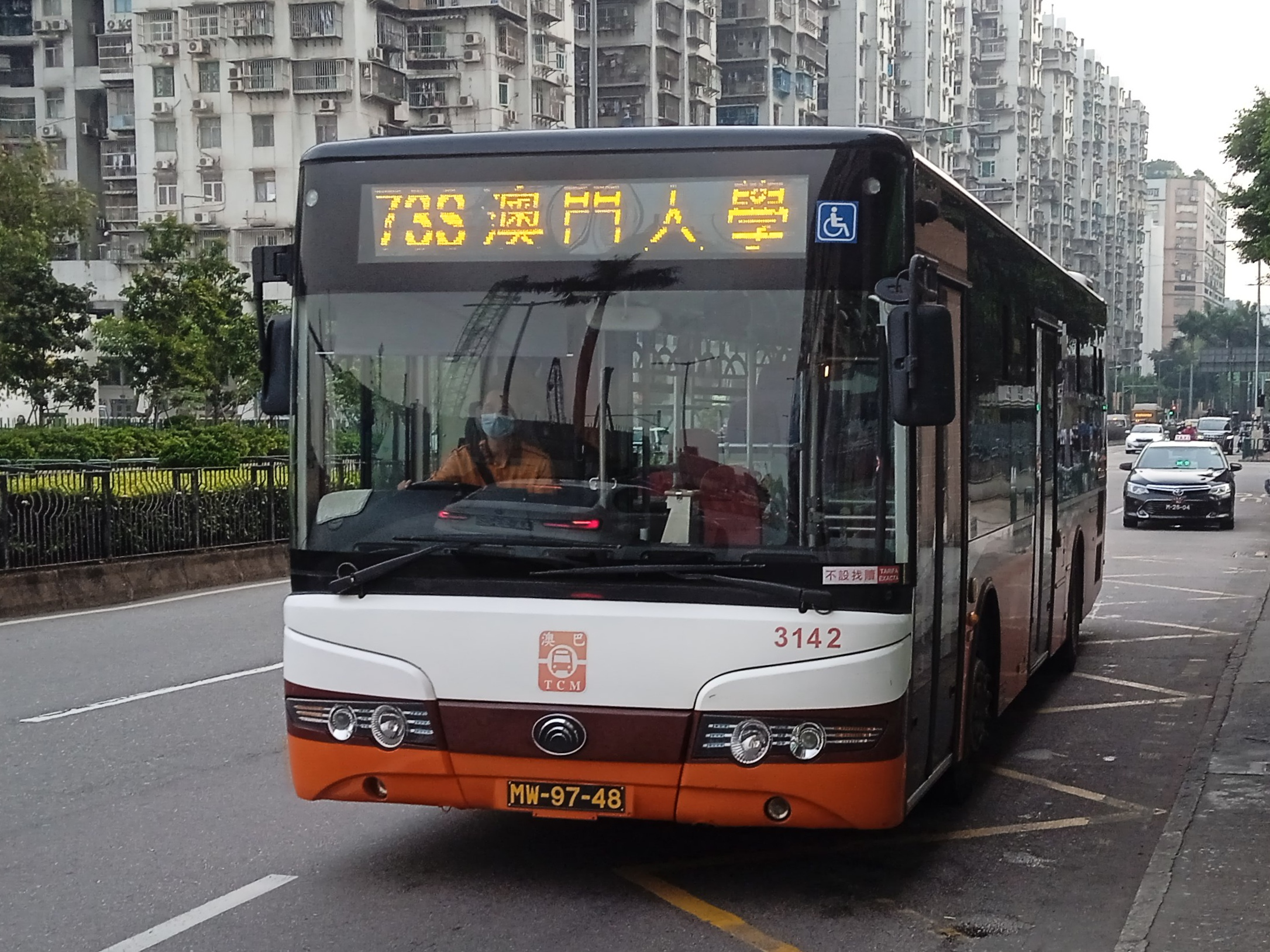
宇通ZK6105HG
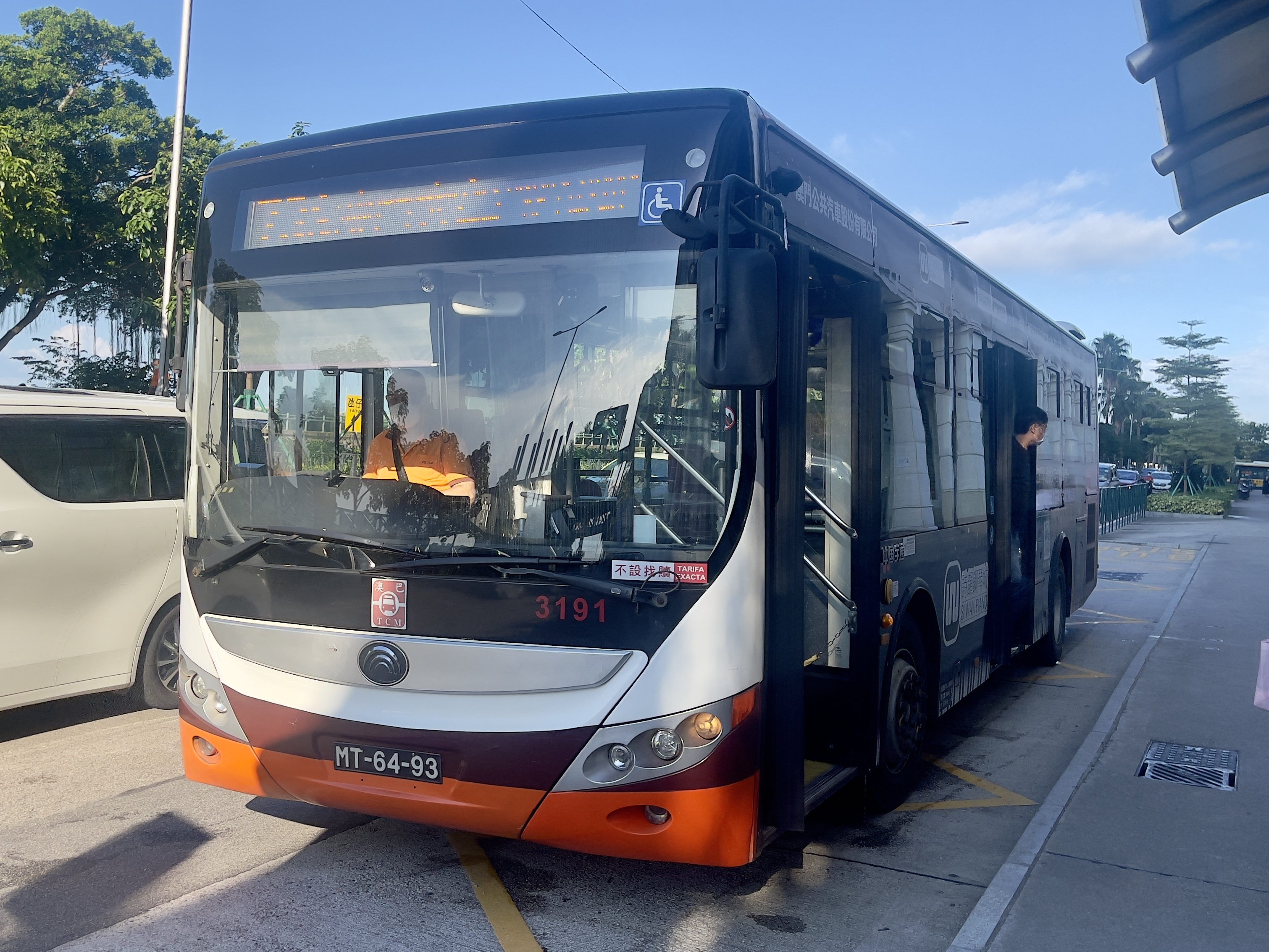
宇通ZK6118HGE
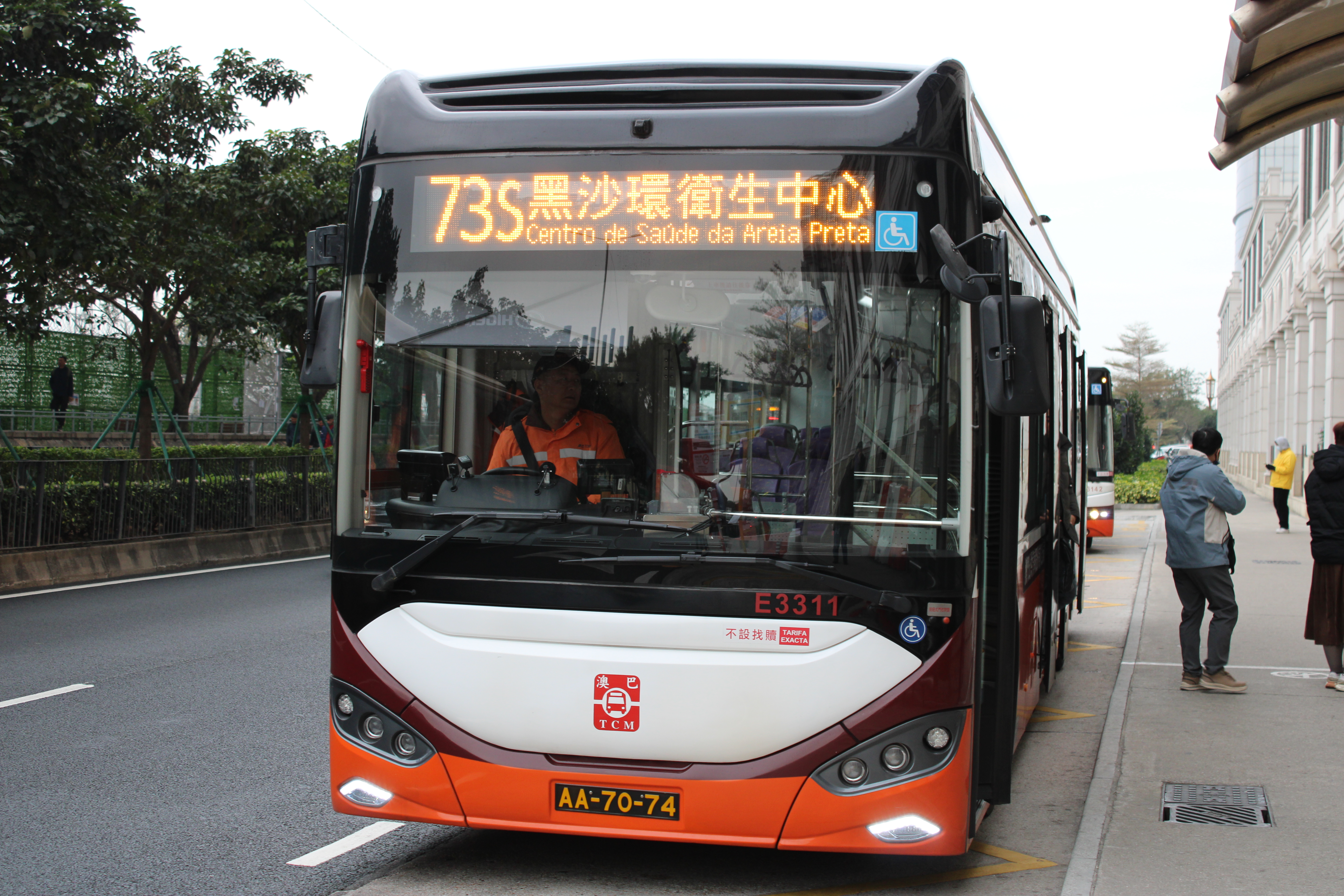
蘇州金龍KLQ6116GHEV
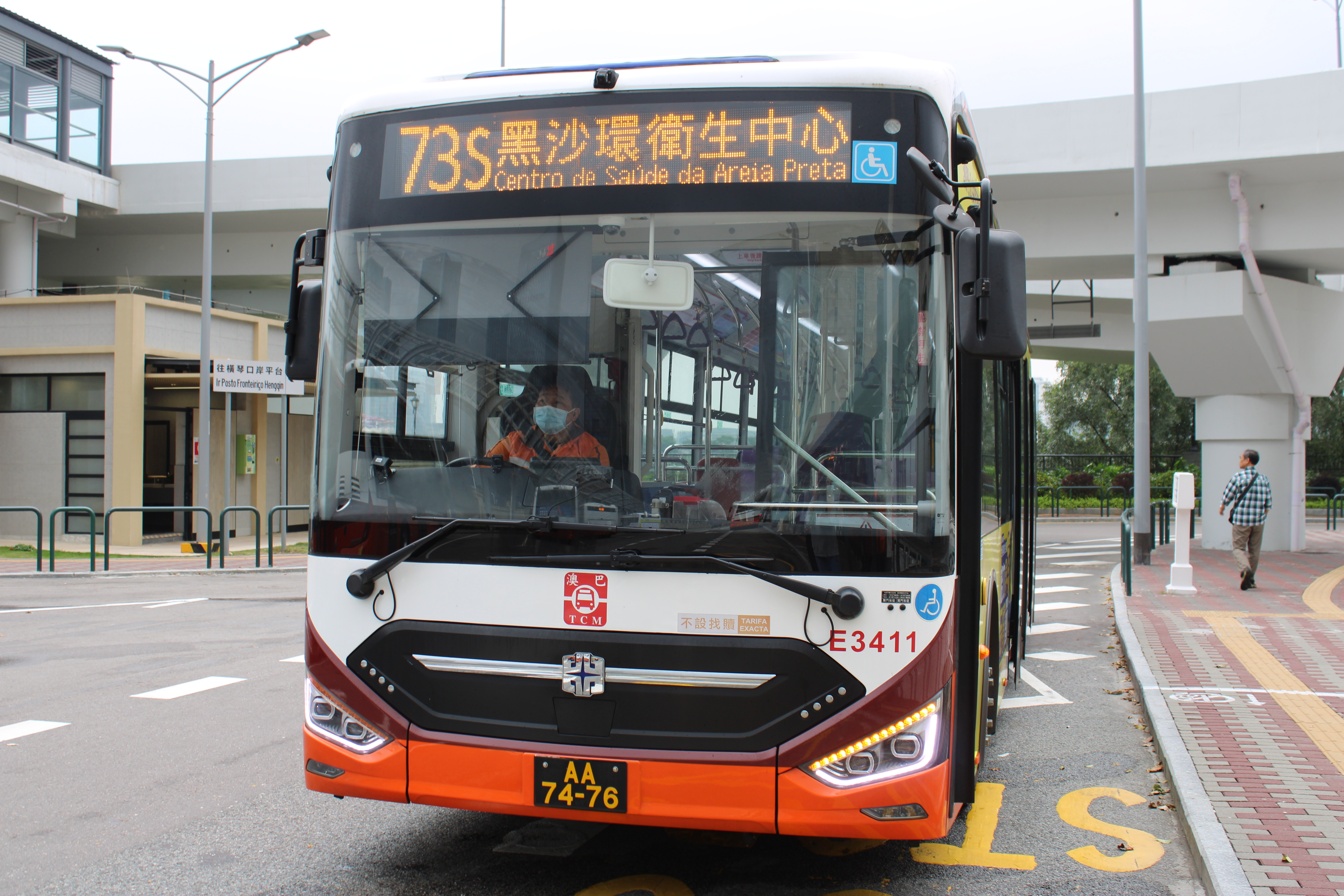
中通LCK6113SHEVG
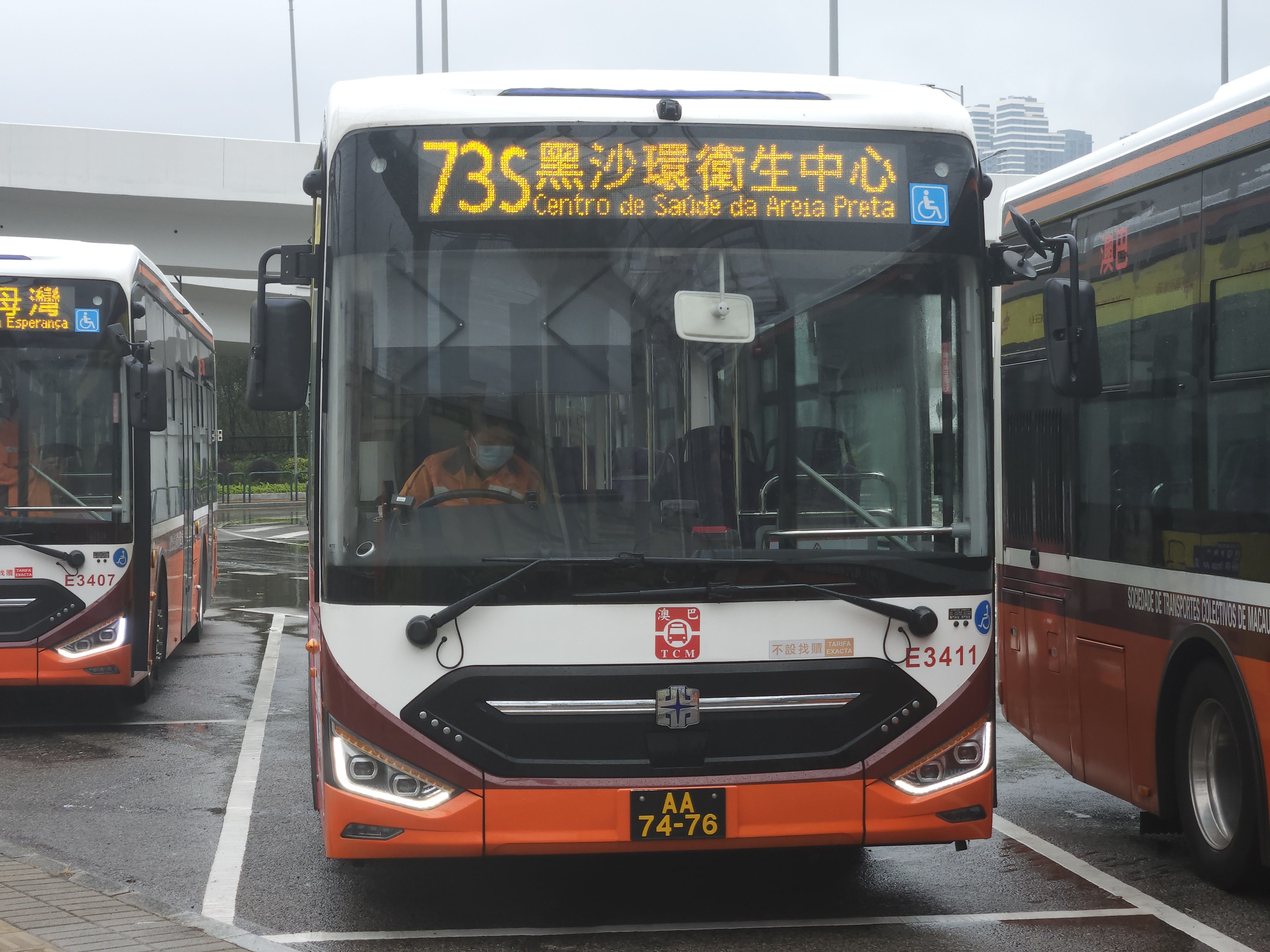
中通LCK6113SHEVG
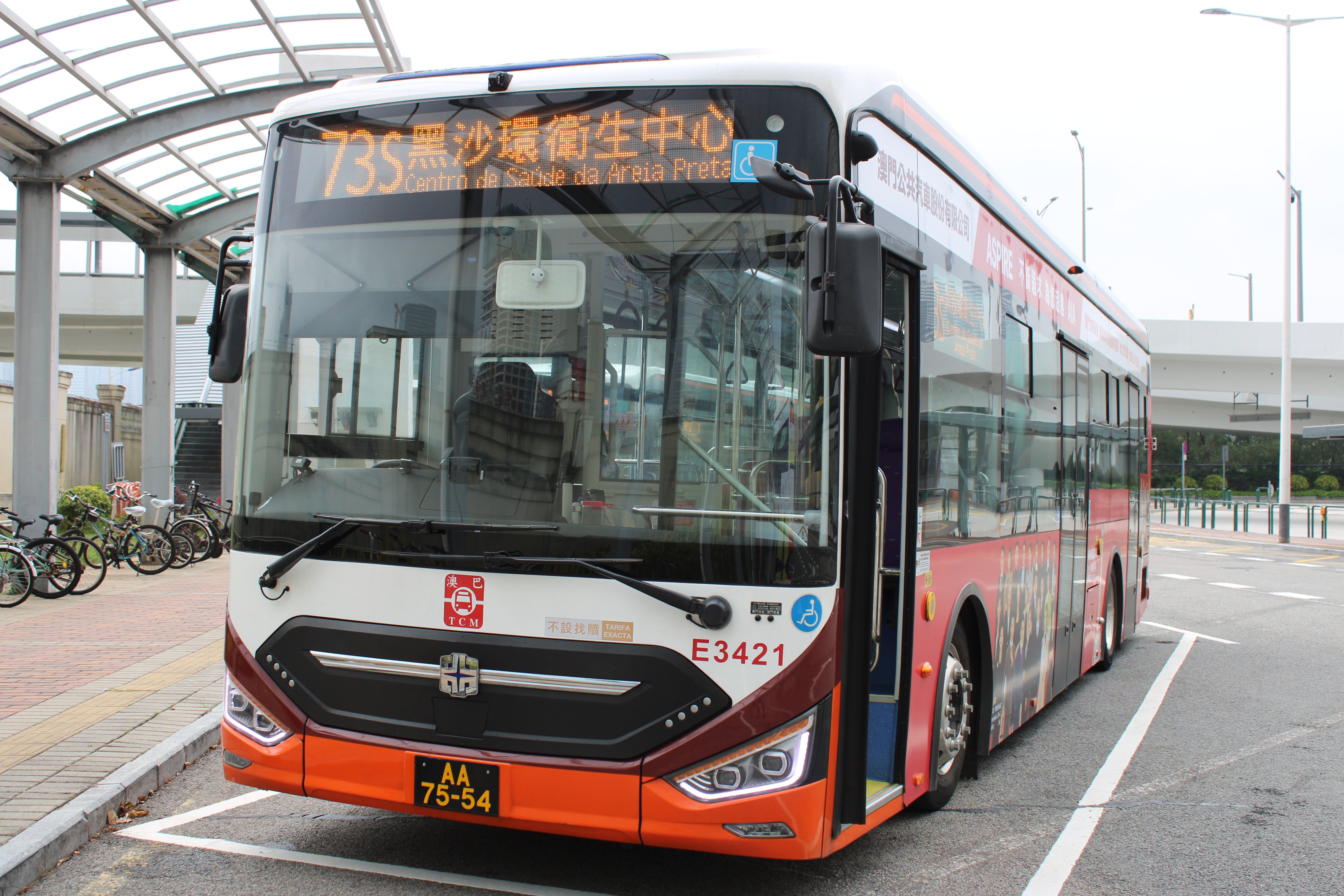
中通LCK6113SHEVG
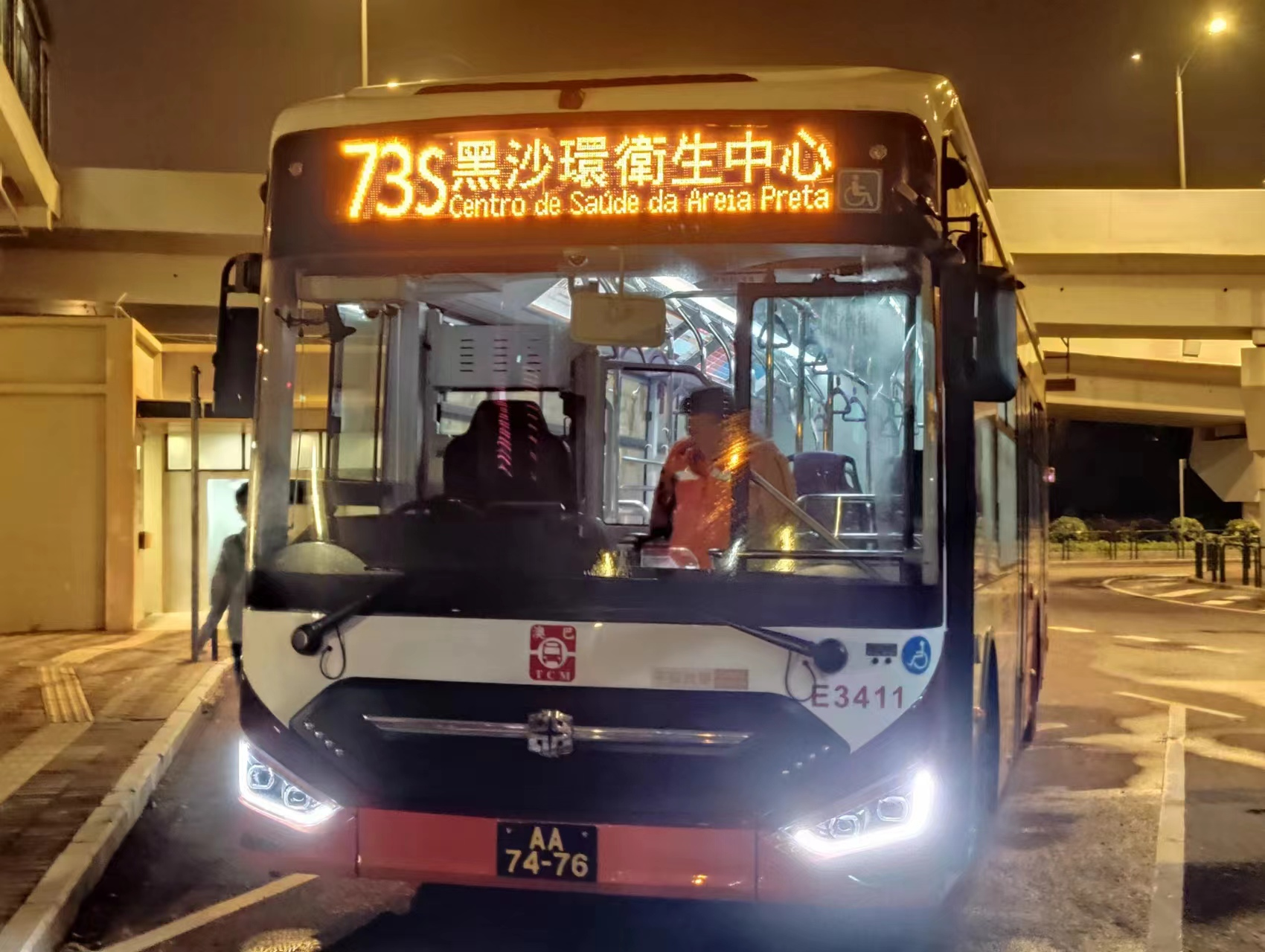
中通LCK6113SHEVG

## 外部連結
- （繁體中文）澳門公共汽車有限公司（官方網站） （页面存档备份，存于）